# 한글이 야호
한글이 야호는 2006년부터 EBS 1TV에서 방송되는 대한민국의 텔레비전 프로그램이다. 미취학 아동의 한글 교육을 위한 프로그램이다.

## 방송 시간
| 방송 채널 | 방송 기간                          | 방송 시간                      |
| --------- | ---------------------------------- | ------------------------------ |
| EBS 1TV   | 2006년 11월 3일 ~ 2007년 8월 24일  | 금요일 오전 8:35 ~ 8:55 (20분) |
| EBS 1TV   | 2007년 8월 31일 ~ 2007년 10월 26일 | 금요일 오전 8:40 ~ 9:00 (20분) |
| EBS 1TV   | 2015년 5월 1일 ~ 2015년 8월 28일   | 금요일 오전 8:35 ~ 8:50 (15분) |
| EBS 1TV   | 2015년 9월 2일 ~ 2016년 8월 24일   | 수요일 오전 8:05 ~ 8:20 (15분) |

## 등장인물
- 한글이 (이태경)

호기심 많고 이야기를 좋아하는 장난꾸러기.
한글을 배우는 친구들을 상징하는 존재.
집에서 한글을 배우는 친구들 모두 '나도 한글이'처럼 한글 놀이터에서 논다
- 야호 (정가열)

한글이를 위해서라면 언제든지 이야기 보따리를 풀어놓는 한글이의 수호신같은 호랑이다.
- 누나 (박선)

한글이처럼 예전에 야호의 이야기와 재밌는 말놀이.글놀이로 한글을 배웠던 한글이의 누나다. 야호의 이야기를 신나는 말놀이와 노래로 들려준다.
- 뿌미 (김미랑(목소리))

땅 위에 한글 호랑이 야호가 있다면 바다속엔 글자 만드는 문어 뿌미가 있다. 8개의 다리로 못 만드는 글자가 없다.
- 초롱이

깊고 깊은 바닷속에서 사는 물고기.
받침글자가 퐁퐁 나오는 글자 등이 있어서 뿌미에게 받침글자를 전해주는 글자놀이 도우미다.